# Saïss

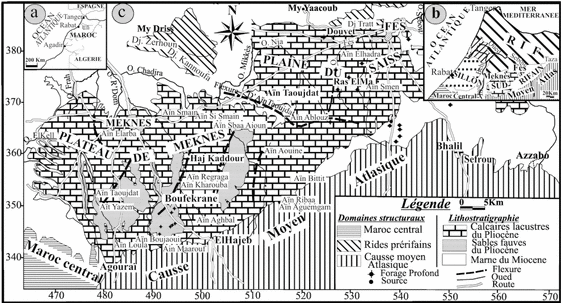
Structure géographique et géologique de la plaine du Saïss regroupant Fès et Meknès, au centre du Maroc.

La plaine du Saïss est une vaste et fertile plaine située au nord du Maroc, entre le Rif et le Moyen Atlas. La plaine de Saiss, s'étend sur près de 2211 km2 et comprend près de 40 000 hectares irrigués. On y cultive des oliviers, des orangers, des céréales, de la vigne et diverses plantes maraîchères. La plaine compte également plusieurs stations thermales et touristiques.

## Histoire

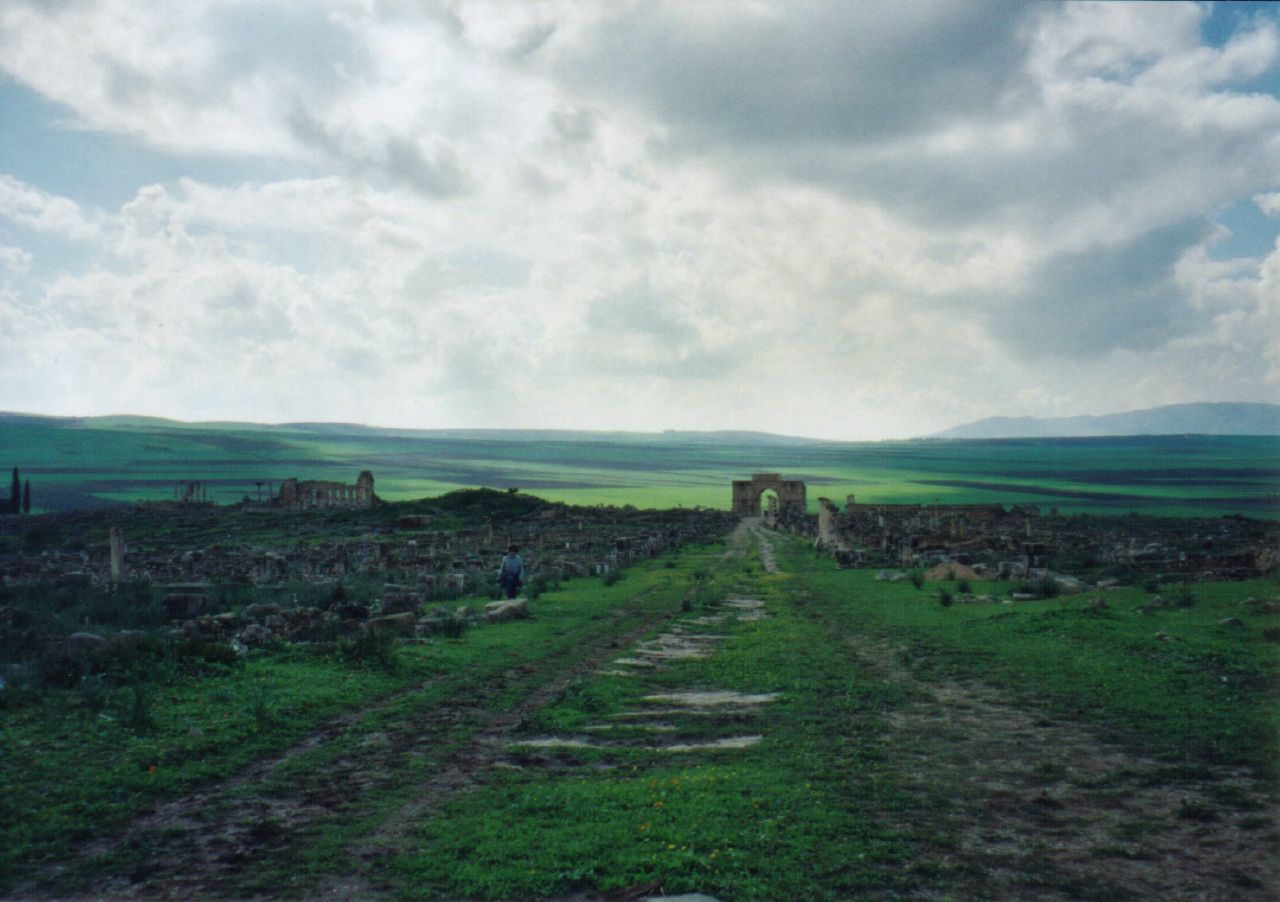
Ville antique de Volubilis (Meknès)avec en arrière plan un paysage typique de la plaine de Saïss

Le Saïss constitue le cœur historique du Maroc. La plaine comprend deux villes impériales et centrales pour le Maroc, les villes de Meknès, à l'ouest, et de Fès, à l'est. Elle comprend également la cité antique de Volubilis dans la banlieue de Meknès, plus vieux centre urbain au Maroc, et ancienne capitale du royaume antique du Maurétanie, ancêtre du Maroc actuel. En l'an 786, lorsque Idriss 1er, arrière-petit-fils du prophète de l'Islam Mahomet, arriva sur ces lieux, fuyant la persécution des Abbasides en Orient, la plaine du Saïss était dominée par la tribu amazigh des Awraba, avec laquelle Idriss s'allia par mariage. De cette alliance est né le royaume idrisside, communément considéré comme l'origine de l'État marocain. Idriss, qui fait l'objet d'un culte mystique,  est enterré sur le Mont Zerhoun, donnant sur la plaine du Saïss.

## Peuplement
Au début du XXe siècle la plaine du Saïss était peuplée de 200 000 habitants, soit la plus forte densité au Maroc pour l'époque. En 2014 la plaine compte près de 3 millions d'habitants, soit la deuxième plus forte densité après l'axe Casablanca-Kénitra.
De nombreux habitants originaires de la plaine du Saïss, tirent leurs origines des tribus amazigh et Djebala voisines, ainsi que de l'Andalousie du temps de Al-Andalus, et des branches descendantes de Moulay Idriss, fondateur de l'état marocain.

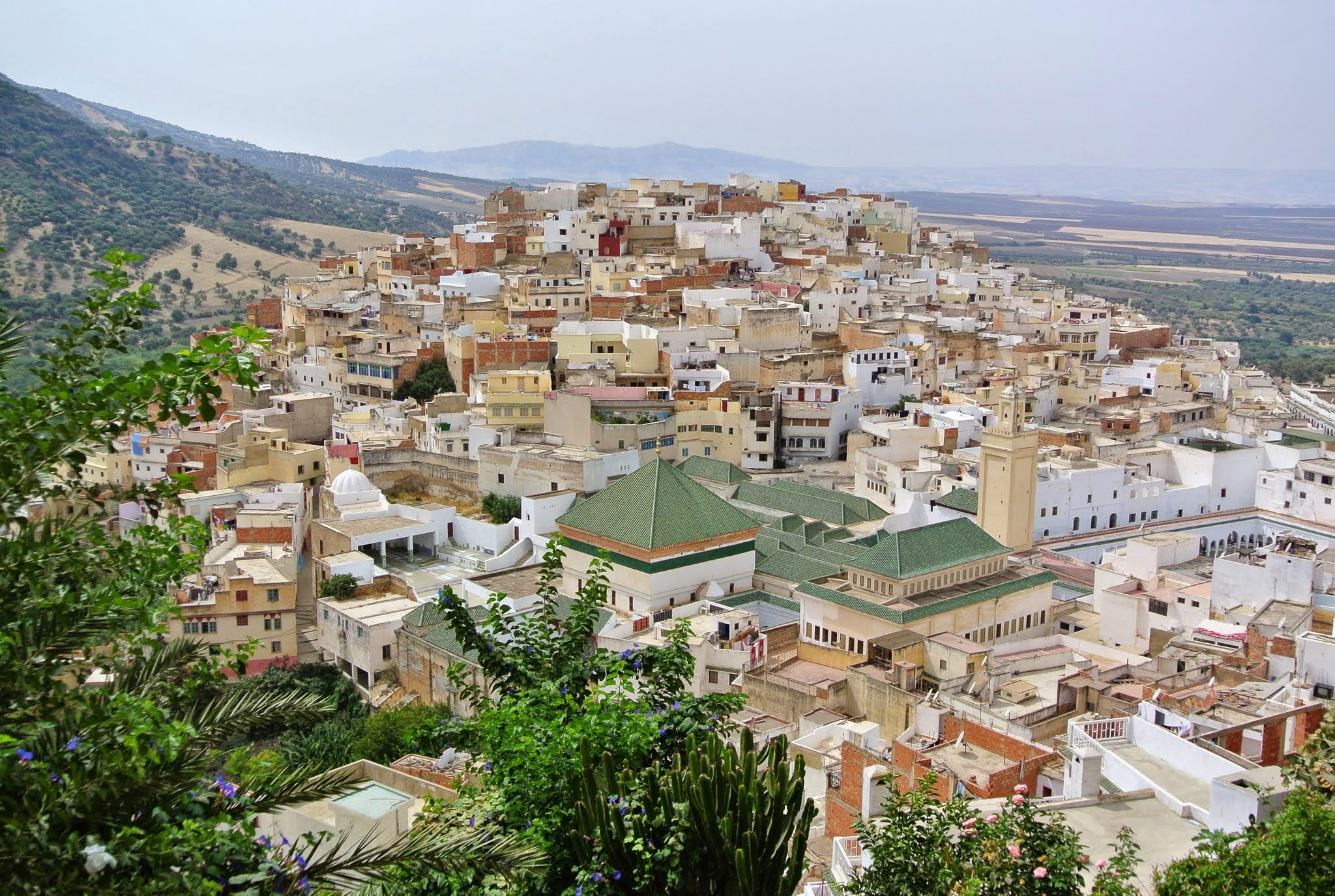
Village de Moulay Idriss Zerhoun. Au premier plan, on distingue le Mausolée de Idriss 1er, fondateur de l'État marocain au VIIe siècle. En arrière plan, la plaine du Saïss.

L'aéroport de Fès-Saïss est aussi situé dans cette plaine qui est traversée d'Ouest en Est par l'autoroute A2 Rabat - Oujda.